# Henri Jeanmot
Henri Jeanmot, né le 26 août 1885 à Vareilles et mort le 22 janvier 1962 à Arzew, est un homme politique français.

## Mandats
- Député d'Oran (1946-1951)[1].